# Protexarnis barbara
Protexarnis barbara là một loài bướm đêm trong họ Noctuidae.